# Louis Sébastien Blosse
Louis Sébastien Blosse (* 18. Januar 1753 in Saint-Pouange (Département Aube); † 27. Oktober 1793 bei Château-Gontier) war ein Général de brigade der Revolutionsarmee der Ersten Französischen Republik, der bei der Bekämpfung des Aufstandes in der Vendée eingesetzt war.

## Karriere
Er trat am 15. September 1770 in eine Einheit der Kolonialtruppen ein, die am 18. Januar 1771 in das Régiment de Clare (ein irisches Fremdenregiment) eingegliedert wurde. Er war an der Expedition von Marc-Joseph Marion du Fresne der Jahre 1771 und 1772 im Indischen Ozean beteiligt und wurde am 17. Juni 1775 entlassen.
Im Juli des folgenden Jahres trat er wieder in das Depot der Kolonialtruppen ein und wurde am 1. Dezember 1778 zum  Régiment de la Guadeloupe versetzt. Im April 1785 wurde er zum Lieutenant der Jäger und am 16. September 1792 zum Capitaine im 109e d’infanterie de ligne befördert. Anschließend wurde er zu Vorhut der „Armée des Côtes de Brest“ (Küstenarmee von Brest) versetzt.
Er war provisorischer Kommandant von Ancenis, als die Représentants en mission Merlin, Gillet und Cavaignac ihn im Juli 1793 zum Adjutanten und „Adjudant-général chef de bataillon“ ernannten. In diesem Rang am 8. August bestätigt, verließ er Nantes am 26. August zusammen mit General Jean-Baptiste-Camille de Canclaux zur Verfolgung der Rebellen der Vendée. Am 5. September verteidigte er mutig den Posten der Les Sorinières und wurde dabei leicht verletzt. Am 13. wurde er von den Vendéens am Rande des Dorfes Le Chêne angegriffen und musste zurückweichen. Am 17. September nahm er am Gefecht bei Vertou teil und wurde am 30. September 1793 zum „Adjudant-général chef de brigade“ befördert.
Am 6. Oktober 1793 konnte er sich im Gefecht bei Tiffauges auszeichnen und erhielt am 16. Oktober 1793 gleichzeitig mit François Séverin Marceau den Rang eines provisorischen „Général de brigade“. Am nächsten Tag konnte er mit seinen Grenadieren in der Zweiten Schlacht bei Cholet entscheidend zum Sieg beitragen. Nach diesem Erfolg wurde er am 20. Oktober beauftragt, das linke Ufer bis Saint-Florent zu entwaffnen, was er ohne die damals durchaus üblichen Gräueltaten ausführte.
Am 27. Oktober 1793 versuchte er in der schicksalhaften Schlacht bei Entrammes vergeblich die Truppen zu sammeln. Obwohl er von einer Kugel am Kopf getroffen war, wollte er die Brücke von Château-Gontier mit ein paar mutigen Männern verteidigen. Er starb dort mit den meisten seiner Leute.